# Dorfkirche Kleinow

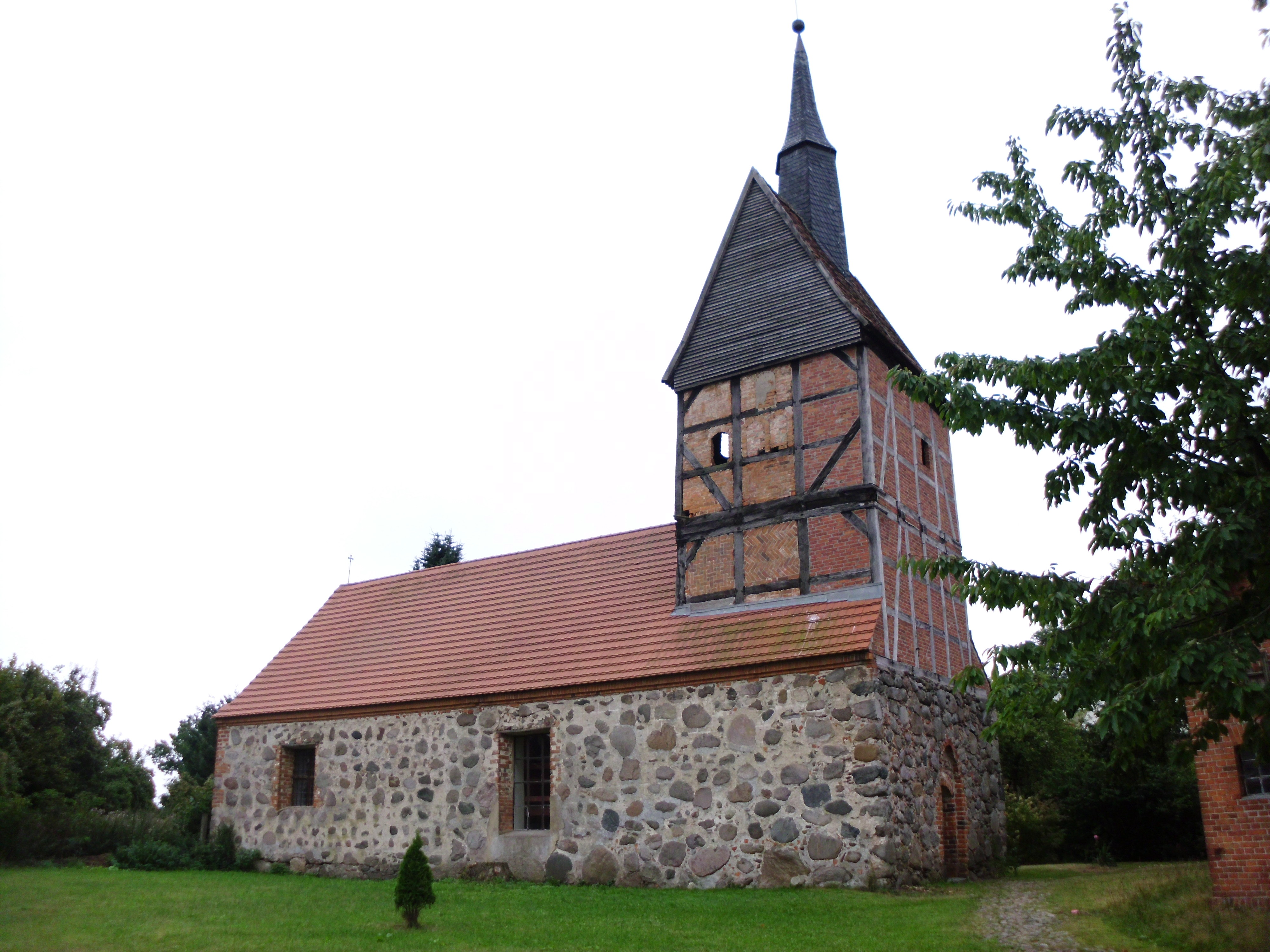
Dorfkirche Kleinow

Die evangelische, denkmalgeschützte Dorfkirche Kleinow steht in Kleinow, einem Ortsteil der Gemeinde Plattenburg im Landkreis Prignitz in Brandenburg. Die Kirche gehört zum Kirchenkreis Prignitz der Evangelischen Kirche Berlin-Brandenburg-schlesische Oberlausitz.

## Beschreibung
Die spätgotische Saalkirche wurde zwischen 1451 und 1500 aus Feldsteinen gebaut. Das Holz stammt dendrochronologischen Untersuchungen zufolge aus dem Jahr 1519. Der ursprünglich geplante Kirchturm in Breite des Langhauses wurde nur bis zur Dachtraufe des Langhauses ausgeführt. Er wurde nur als eingezogener, querrechteckigen Dachturm aus Holzfachwerk fortgesetzt, dessen Gefache mit Backsteinen ausgefüllt sind, und quer einem mit Satteldach bedeckt, aus dem sich ein schiefergedeckter, sechseckiger Dachreiter erhebt.
Zur Kirchenausstattung gehören ein 1753 gebauter Kanzelaltar, dessen Korb der Kanzel von Säulen flankiert wird und ein Taufengel. Ein besonderes Ausstattungsstück ist ein hölzernes Sakramentshaus, das in der Südostecke des Chors hinter dem Patronatsgestühl aufgestellt wurde. Er stammt aus dem zweiten vorreformatorischen Viertel des 16. Jahrhunderts und diente zur Aufbewahrung der Vasa sacra. Die ursprüngliche, rote Bemalung wurde im 19. oder 20. Jahrhundert durch eine graue Farbschicht übermalt. Das Werk entstand aus einem einzigen Eichenholzstamm und ist 2,40 Meter hoch bei 60 cm in der größten Diagonalen. Es steht auf einem kräftigen Standfuß, der in einen profilierten Schaft übergeht, auf dem das eigentliche Sakramentshaus mit einer verschließbaren Doppeltür sitzt. Oberhalb sind vier kleine und spitze Fialen. Dazwischen ist eine konische Spitze mit einer sternförmigen Bekrönung.
Die Orgel mit fünf Registern auf einem Manual und Pedal wurde 1894 von Albert Hollenbach gebaut und zuletzt 2006 instand gesetzt.